# 伊朗共产党（马列毛）
伊朗共产党（马列毛）（波斯語：حزب کمونیست ایران (مارکسیست-لنینیست-مائوئیست)）是伊朗的一个非法的极左翼政党。该党成立于2001年，前身是伊朗共产主义者联盟。该党的意识形态是共产主义、马列毛主义、新综合、世俗主义。该党主张推翻伊朗伊斯兰共和国，建立新的社会主义共和国。